# 6 mai 1959

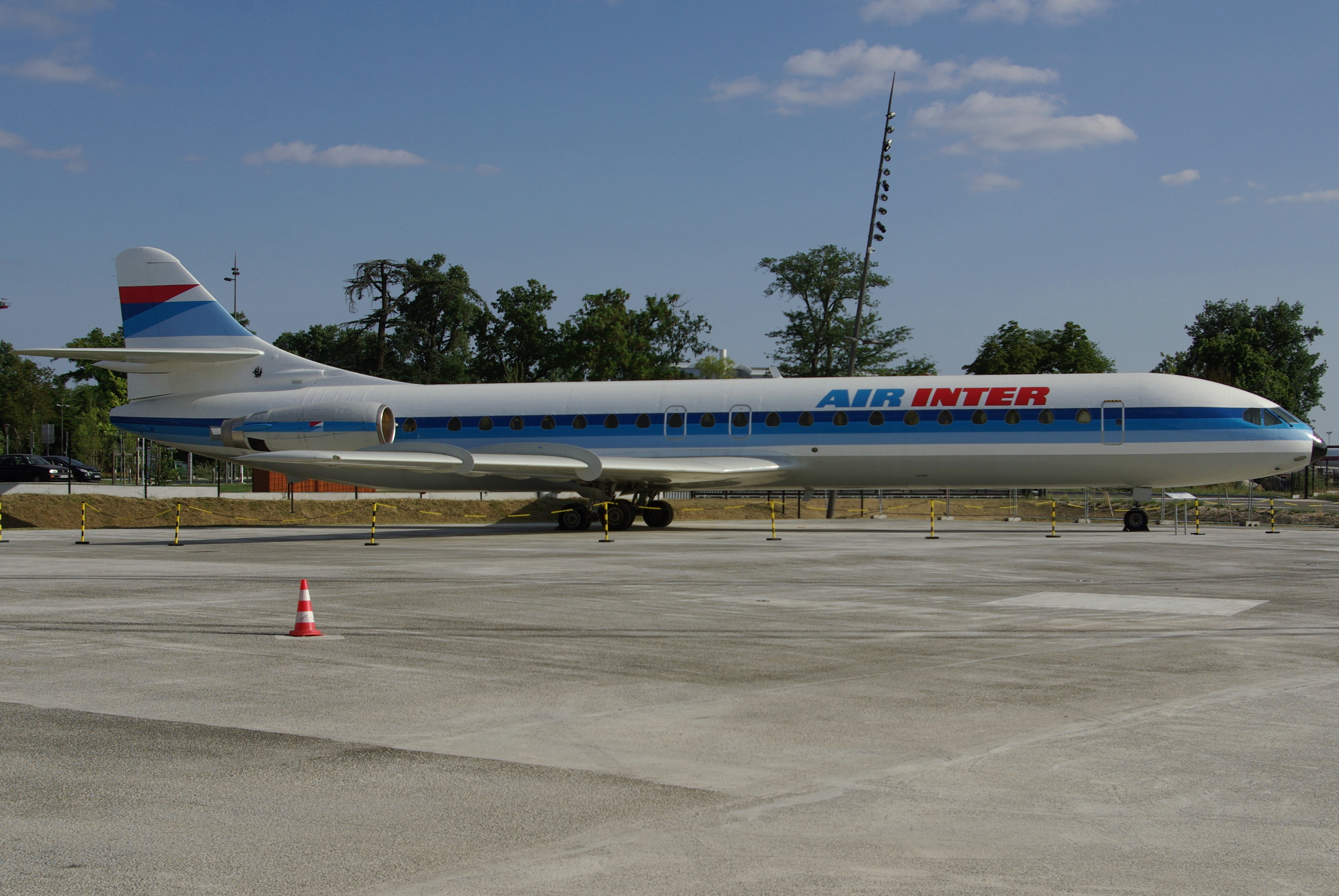
SE 210 Caravelle

Le mercredi 6 mai 1959 est le 126e jour de l'année 1959.

## Événements

### Politique
- Début du deuxième mandat de premier ministre de Jordanie de Hazza' Majali, qui durera jusqu’à son assassinat en août 1960 dans un attentat à la bombe ;
- Mao Zedong publie La Révolution au Tibet et la Philosophie de Nehru, dans lequel il accuse Nehru d'encourager ouvertement les rebelles tibétains ;
- Pendant la Guerre du Viêt Nam, l'Assemblée nationale de la République du Viêt Nam (Viêt Nam du sud) adopté la loi 91 et la loi 10-59 qui prévoient l'organisation de tribunaux militaires spéciaux sous prétexte de « juger les crimes de guerre contre le Vietnam ». Les suspects peuvent être traduits directement en justice sans enquête, la peine n'étant que de deux niveaux : la prison ferme ou la peine de mort par décapitation. Après l'adoption de cette loi, le gouvernement de la République du Vietnam intensifie les rafles et les arrestations, infligeant de lourdes punitions aux forces communistes du Viêt Nam du Nord ;

### Industrie
- Mise service de l’avion biréacteur moyen-courrier SE 210 Caravelle du fabricant Sud-Aviation (futur Aérospatiale) ;
- Un Curtiss C-46 Commando, avion de transport bimoteur américain, s'écrase au décollage à l’aéroport international de Belém/Val-de-Cans à Belém au Brésil ;

### Culture
- Sortie en France du film franco-tunisien Goha réalisé par Jacques Baratier ;
- Sortie en France du film franco-italien Les Tripes au soleil réalisé par Claude Bernard-Aubert.
- Sortie en France du film français Pourquoi viens-tu si tard ? réalisé par Henri Decoin ;
- Sortie en France du court métrage français Tous les garçons s'appellent Patrick réalisé par Jean-Luc Godard ;
- Sortie en France du film policier franco-italien Un témoin dans la ville réalisé par Édouard Molinaro.
- Les 11e Primetime Emmy Awards (en) (prix des meilleures émissions de télévision) se sont tenus au Moulin Rouge Nightclub à Hollywood en Californie aux États-Unis.

## Naissances

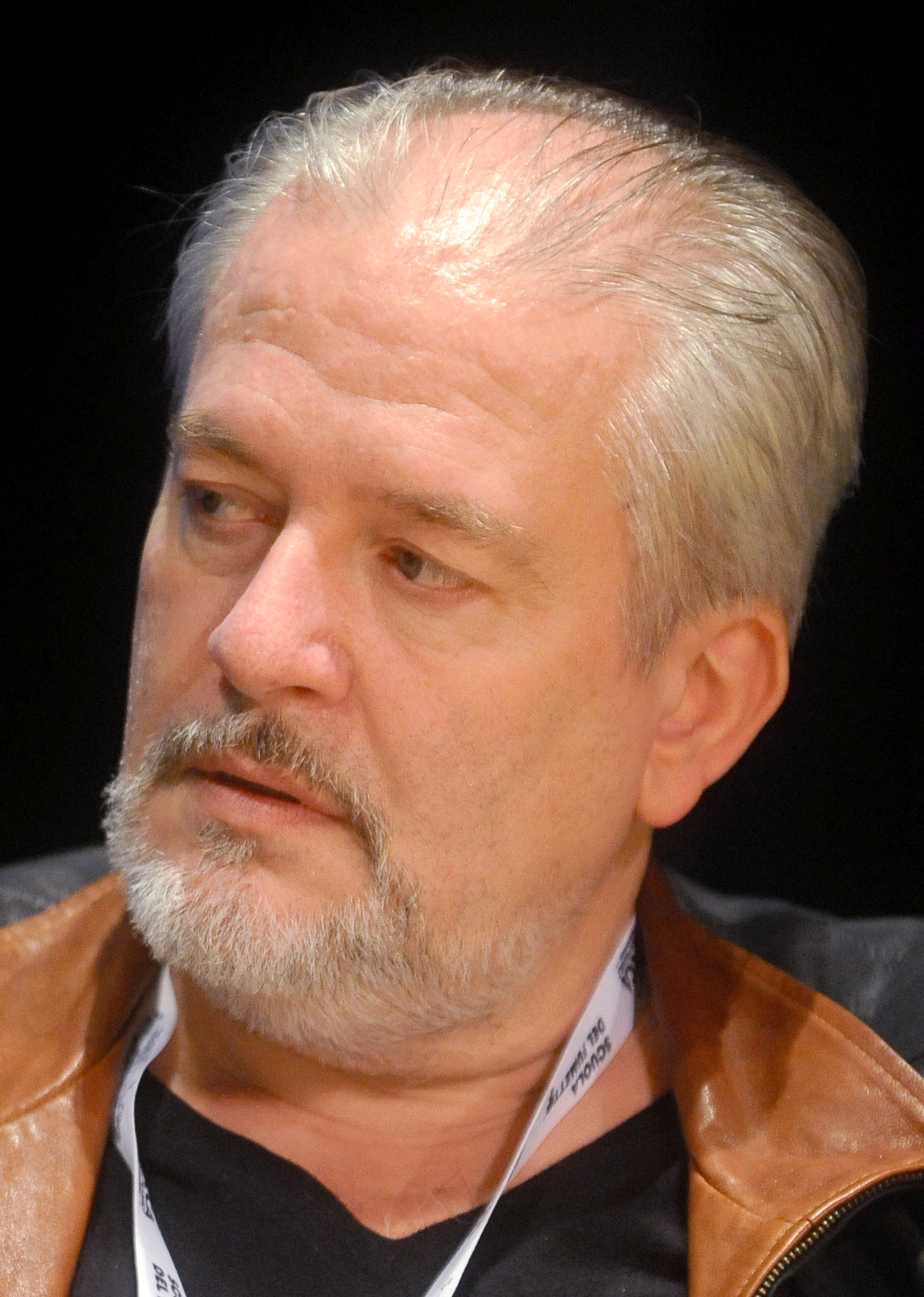
Didier Conrad

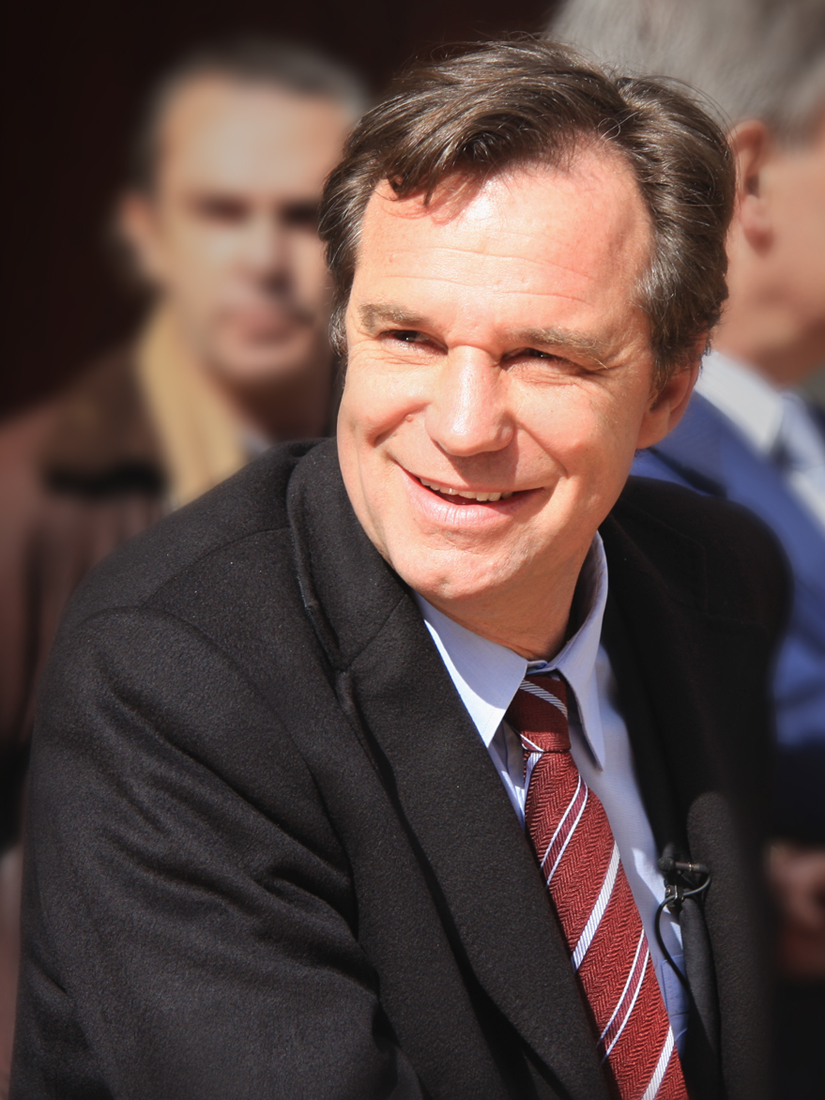
Renaud Muselier

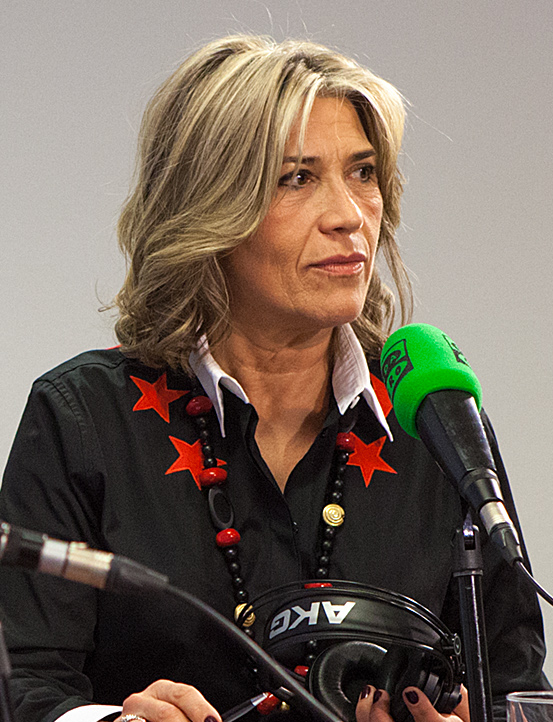
Julia Otero

- Sifrash Bizu (en), princesse éthiopienne en exil, petite-fille de l'empereur Haïlé Sélassié ;
- Laurent Brunet, directeur de la photographie français ;
- Andreas Busse, athlète est-allemand, spécialiste du demi-fond ;
- Didier Conrad, dessinateur et scénariste de bande dessinée, notamment nouveau dessinateur d’Astérix après la mort d’Albert Uderzo ;
- Alicia Delgado (es) (mort le 24 juin 2009), chanteuse folklorique péruvienne ;
- Oscar de Prusse, aristocrate allemand ;
- Paolo Di Reda (it), écrivain italien ;
- Alexander Dobrunov (en) (mort le 7 février 2006), judoka et entraîneur russe ;
- John Doyle, batteur anglais ;
- Uriel Flores Aguayo (en), homme politique mexicain ;
- Janez Flere (en), skieuse alpine argentine ;
- Illar Hallaste (en) (mort le 27 octobre 2012), religieux, homme politique, avocat et homme d'affaires estonien ;
- Charles Hendry, homme politique britannique ;
- Philippe du Janerand, acteur et écrivain français ;
- Claudio Jara, footballeur costaricain ;
- Pol Jonckheere, président du Club de football belge Bruges KV ;
- Pradeep Kochar (en), joueur de cricket indien ;
- Miguel Macedo, avocat et homme politique portugais ;
- Lucy Randolph Mason (en) (née le 26 juillet 1882), activiste du travail et suffragette américaine ;
- María Luisa Muñoz González (es), athlète spécialiste en course de fond ;
- Renaud Muselier, homme politique français ;
- Julia Otero, présentatrice de télévision et radio galicienne ;
- Silvia Quevedo (en), joueuse de volley-ball péruvienne ;
- Vincent Rambaud, dirigeant français, notamment directeur général de Peugeot ;
- Luis Reyna, footballeur péruvien ;
- Hilde Riis (en), skieuse de fond norvégienne ;
- Hiroyuki Sakashita, footballeur japonais ;
- Šaban Sejdiu, lutteur yougoslave ;
- Morten Staubo (en), patineur de vitesse norvégien ;
- Daniel Tallineau, footballeur français ;
- Nise Yamaguchi (pt), enseignante chercheuse nipo-brésilienne, médecin spécialiste en oncologie et immunologie.

## Décès

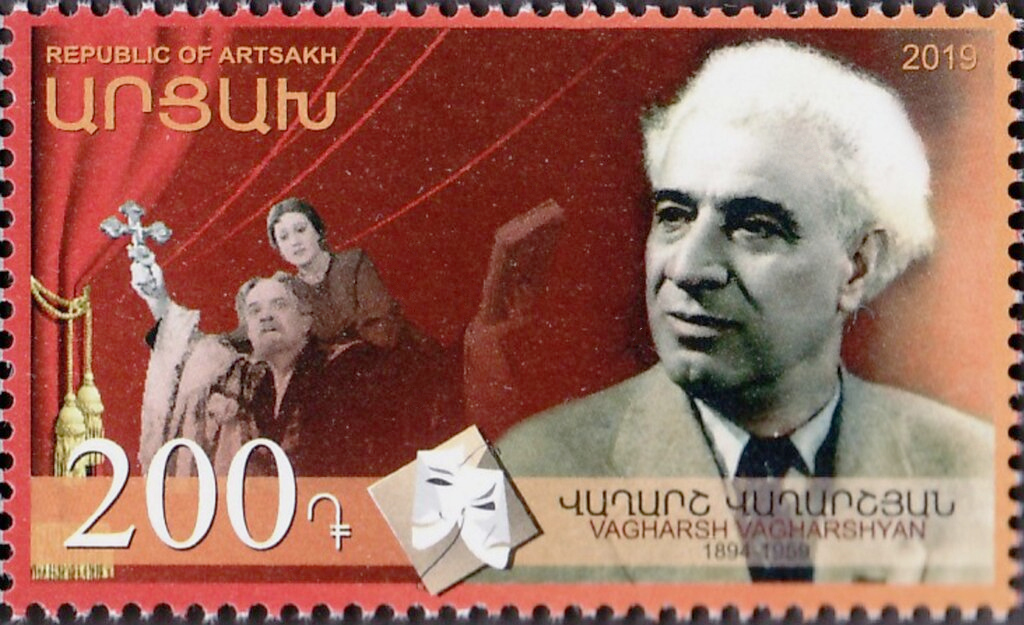
Vagharsh Vagharshian

- Clotilde Arias (es) (née le 20 juin 1901, librettiste et compositrice péruviano-américaine ;
- Guido Brignone (né le 6 décembre 1886), réalisateur, scénariste et acteur italien ;
- Edouard De Bruyne (né le 18 avril 1898), politicien belge ;
- Maria Dulęba (née en 1881), actrice polonaise ;
- George Forrester (en) (né le 22 mai 1890), joueur de cricket écossais ;
- Ragnar Nurkse (né le 5 octobre 1907), économiste américain d'origine estonienne ;
- Vagharsh Vagharshian (en) (né le 2 février 1894), acteur, réalisateur et dramaturge arménien.